# FC Linz
FC Linz je bio austrijski nogometni klub iz grada Linza.
Zbog financijskih problema se 1997. ugasio i spojio s mjesnim rivalom LASK-om. Kao nasljednik ovog kluba i kluba Austria Tabak je 1. kolovoza 1998. godine osnovan FC Blau Weiß Linz.
Klupske boje su plava i bijela.

## Povijest
Klub je utemeljen 30. lipnja 1946. godine pod imenom SV Eisen und Stahl 1946 Linz, kao tvornički sastav javnog poduzeća koje se bavilo čelikom VÖEST (današnji Voestalpine). Godine 1949. je preimenovan u SK VÖEST Linz.
Godine 1969. je osvojio prvenstvo austrijske središnje regionalne lige i plasirao se u Nationalligu, preteču današnje austrijske Bundeslige. 
1970-e su godine bile najbolje za ovaj klub. Vrhunac je bio sezone 1973./74. kad su postali prvaci. U Kupu europskih prvaka je igrao 1974./75. i ispao u pretkolu od Barcelone (0:0 kod kuće i 0:5 u gostima). U Kupu UEFA je igrao tri puta. 1972./73. je ispao u 1. kolu od drezdenskog Dynama (0:2 u gostima i 2:2 kod kuće). U sezoni 1975./76. je u 1. kolu ispao od mađarskog Vasasa (2:0 kod kuće i 0:4 u gostima) te 1980./81. također u 1. kolu od češke Zbrojovke iz Brna (1:3 u gostima i 0:2 kod kuće).
Pad je počeo 1988. kad je SK VOEST (bez Ö u imenu od 1978.) ispao u 2. ligu. U 1. ligu se vratio 1991., no dotadašnji pokrovitelj je povukao sredstva. Klub je onda promijenio ime u FC Stahl Linz (1991.) te u FC Linz (1993.). Zbog financijskih poteškoća 1997. je klub morao biti raspušten i spojen s rivalom LASK-om.

## Dosezi
- austrijski prvaci: 1973./74.

- doprvak (2): 1974./75., 1979./80.

- austrijski kup:

- doprvak (2): 1977./78., 1993./94.

### Poznati igrači
- Joško Popović (1996. – 1997.)
- Hugo Sánchez (1995. – 1996.)
- Reinhold Hintermaier (1975. – 1979.)
- Koloman Gögh (1980. – 1982.)
- Christian Stumpf (1985. – 1989., 1990. – 1995.)
- Frank Schinkels (1989. – 1990.)
- Peter Pacult (1992. – 1993.)
- Walter Waldhör (1994.)
- Zoran Barisic (1996. – 1997.)
- Erik Mykland (1996. – 1997.)
- Manfred Zsak (1996. – 1997.)

Hrvatski trener Zlatko Kranjčar je vodio Linz 2006. godine.

## Vanjske poveznice
- Offizielle Homepage des FC Blau Weiß Linz (nj.)